# Francesc Arnau
Francesc Xavier Arnau Grabulosa (født 23. maj 1975 i Les Planes, død 22. maj 2021 i Oviedo) var en spansk fodboldspiller (målmand).
Arnau startede sin seniorkarriere på FC Barcelonas andethold, efter som ungdomsspiller at have været tilknyttet klubbens ungdomsafdeling. Han spillede også for klubbens førstehold, inden han spillede de sidste ti år af sin karriere hos Málaga. Han vandt både et spansk mesterskab, en Copa del Rey-titel og en udgave af henholdsvis Pokalvindernes Europa Cup og UEFA Super Cup med Barcelona.
Den 22. maj 2021 blev Arnau fundet død på Oviedos jernbanestation La Corredoria.

## Titler
La Liga
- 1999 med FC Barcelona

Copa del Rey
- 1997 med FC Barcelona

Pokalvindernes Europa Cup
- 1997 med FC Barcelona

UEFA Super Cup
- 1997 med FC Barcelona

UEFA Intertoto Cup
- 2002 med Málaga

U/21-EM
- 1998 med Spanien